# Tour der neuseeländischen Rugby-Union-Nationalmannschaft nach Schottland und England 1983
| Tour der All Blacks nach Schottland und England 1983 | Tour der All Blacks nach Schottland und England 1983 | Tour der All Blacks nach Schottland und England 1983 | Tour der All Blacks nach Schottland und England 1983 | Tour der All Blacks nach Schottland und England 1983 |
| Übersicht                                            | S                                                    | G                                                    | U                                                    | N                                                    |
| ---------------------------------------------------- | ---------------------------------------------------- | ---------------------------------------------------- | ---------------------------------------------------- | ---------------------------------------------------- |
| Test Matches                                         | 2                                                    | 0                                                    | 1                                                    | 1                                                    |
| Sonstige Spiele                                      | 6                                                    | 5                                                    | 0                                                    | 1                                                    |
| Gesamt                                               | 8                                                    | 5                                                    | 1                                                    | 2                                                    |
|                                                      |                                                      |                                                      |                                                      |                                                      |
| England                                              | 1                                                    | 0                                                    | 0                                                    | 1                                                    |
| Schottland                                           | 1                                                    | 0                                                    | 1                                                    | 0                                                    |

Die Tour der neuseeländischen Rugby-Union-Nationalmannschaft nach Schottland und England 1983 umfasste eine Reihe von Freundschaftsspielen der All Blacks, der Nationalmannschaft Neuseelands in der Sportart Rugby Union. Das Team reiste im Oktober und November 1983 durch Schottland und England. Während dieser Zeit bestritt es acht Spiele. Dazu gehörten je ein Test Match gegen die schottische und die englische Nationalmannschaft, die mit einem Unentschieden und einer Niederlage endeten. In den übrigen Spielen kam eine weitere Niederlage hinzu.

## Spielplan
- Hintergrundfarbe grün = Sieg
- Hintergrundfarbe gelb = Unentschieden
- Hintergrundfarbe rot = Niederlage

(Test Matches sind grau unterlegt; Ergebnisse aus der Sicht Neuseelands)
| # | Datum             | Gegner                        | Ort        | Stadion                         | Ergebnis |
| - | ----------------- | ----------------------------- | ---------- | ------------------------------- | -------- |
| 1 | 26. Oktober 1983  | Edinburgh District            | Edinburgh  | Myreside Stadium                | 22:6     |
| 2 | 29. Oktober 1983  | South of Scotland             | Galashiels | Netherdale                      | 30:9     |
| 3 | 02. November 1983 | Northern Division             | Gateshead  | Gateshead International Stadium | 27:21    |
| 4 | 05. November 1983 | London Division               | London     | Twickenham Stadium              | 18:15    |
| 5 | 08. November 1983 | Midland Division              | Leicester  | Welford Road Stadium            | 13:19    |
| 6 | 12. November 1983 | Schottland                    | Edinburgh  | Murrayfield Stadium             | 25:25    |
| 7 | 15. November 1983 | South and South-West Division | Bristol    | Memorial Ground                 | 18:6     |
| 8 | 19. November 1983 | England                       | London     | Twickenham Stadium              | 9:15     |

## Test Matches
| 12. November 1983 | Schottland                                                        | 25 : 25         | Neuseeland                                                              | Murrayfield Stadium, Edinburgh Zuschauer: 50.000 Schiedsrichter: René Hourquet (Frankreich) |
| 12. November 1983 | Versuche: Pollock Straftritte: Dods (5) Dropgoals: Rutherford (2) | (15:16) Bericht | Versuche: Fraser (2) Hobbs Erhöhungen: Deans (2) Straftritte: Deans (3) | Murrayfield Stadium, Edinburgh Zuschauer: 50.000 Schiedsrichter: René Hourquet (Frankreich) |

Aufstellungen:
- Schottland: Jim Aitken , Roger Baird, John Beattie, Jim Calder, Bill Cuthbertson, Colin Deans, Peter Dods, David Johnston, Euan Kennedy, Roy Laidlaw, Iain Milne, Iain Paxton, Jim Pollock, John Rutherford, Tom Smith
- Neuseeland: Albert Anderson, Gary Braid, Scott Crichton, Robbie Deans, Andy Donald, Bernie Fraser, Jock Hobbs, Brian McGrattan, Murray Mexted, Steve Pokere, Hika Reid, Mark Shaw, Wayne Smith, Warwick Taylor, Stuart Wilson  
 Auswechselspieler: Craig Green

| 19. November 1983 | England                                                    | 15 : 9        | Neuseeland                                           | Twickenham Stadium, London Zuschauer: 60.000 Schiedsrichter: Alan Hosie (Schottland) |
| 19. November 1983 | Versuche: Colclough Erhöhungen: Hare Straftritte: Hare (3) | (6:3) Bericht | Versuche: Davie Erhöhungen: Deans Straftritte: Deans | Twickenham Stadium, London Zuschauer: 60.000 Schiedsrichter: Alan Hosie (Schottland) |

Aufstellungen:
- England: Steve Bainbridge, John Carleton, Maurice Colclough, Les Cusworth, Paul Dodge, Dusty Hare, Gary Pearce, John Scott, Paul Simpson, Mike Slemen, Peter Wheeler , Colin White, Peter Winterbottom, Clive Woodward, Nick Youngs 
 Auswechselspieler: Nick Stringer
- Neuseeland: Albert Anderson, Gary Braid, Scott Crichton, Robbie Deans, Andy Donald, Bernie Fraser, Craig Green, Jock Hobbs, Brian McGrattan, Murray Mexted, Steve Pokere, Hika Reid, Mark Shaw, Wayne Smith, Stuart Wilson  
 Auswechselspieler: Murray Davie